# Маньчиці
Маньчиці (пол. Mańczyce, нім. Manze) — село в Польщі, у гміні Борув Стшелінського повіту Нижньосілезького воєводства.
Населення — 203 особи (2011).
У 1975—1998 роках село належало до Вроцлавського воєводства.

## Демографія
Демографічна структура станом на 31 березня 2011 року:
|          | Загалом | Допрацездатний вік | Працездатний вік | Постпрацездатний вік |
| -------- | ------- | ------------------ | ---------------- | -------------------- |
| Чоловіки | 96      | 21                 | 68               | 7                    |
| Жінки    | 107     | 25                 | 60               | 22                   |
| Разом    | 203     | 46                 | 128              | 29                   |